# 王船山故居
王船山故居，又称湘西草堂，座落于湖南省衡阳市衡阳县曲兰乡湘西村菜塘弯，始建于康熙十四年(1675年)，是王船山晚年隐居的住所。

## 建筑
湘西草堂共有建筑面积176平方米，是典型的湘南乡间民居。砖木结构，坐北朝南，一进三间。

## 纪念活动
从2014年起，衡阳县政府开始在湘西草堂举行船山文化夏令营活动。